# Puranattukara
Puranattukara è una suddivisione dell'India, classificata come census town, di 9.595 abitanti, situata nel distretto di Thrissur, nello stato federato del Kerala. In base al numero di abitanti la città rientra nella classe V (da 5.000 a 9.999 persone).

## Geografia fisica
La città è situata a 10° 31' 57 N e 76° 09' 43 E.

## Società

### Evoluzione demografica
Al censimento del 2001 la popolazione di Puranattukara assommava a 9.595 persone, delle quali 4.561 maschi e 5.034 femmine. I bambini di età inferiore o uguale ai sei anni assommavano a 958, dei quali 466 maschi e 492 femmine. Infine, coloro che erano in grado di saper almeno leggere e scrivere erano 8.142, dei quali 3.943 maschi e 4.199 femmine.